# Rina Ketty
Rina Ketty (Sarzana, 1911. március 1. – Cannes, 1996. december 23.) olasz származású francia énekesnő.
Leghíresebb dalai: „J’attendrai” (1938), „Sombreros et Mantilles” (1938), „Montevideo” (1939). A J’attendrai című dala hatalmas siker lett a második világháború alatt, a szövetséges és a német katonák egyaránt könnyek között énekelték; (csak Lale Andersen Lili Marleen-je és talán Vera Lynn „We’ll Meet Again”-je versenyezhetett vele.

## Pályakép
Rina Ketty (születési nevén: Cesarina Picchetto) Sarzanában, egy kis liguriai faluban született 1911. március 1-én. Az 1930-as évek Párizsában teljesen elbűvölte a montmartre-i művészközösség. Szeretett a kabarékban járni. A Lapin Agile kabaréban 1934-ben kezdte énekelni Paul Delmet, Gaston Couté, Théodore Botrel és Yvette Guilbert dalait. 1936-ban vették lemezre első dalait a francia Pathé Records kiadónál (La Madone aux fleurs, Près de Naples la jolie, Si tu reviens). 1938-ban Rina Ketty felvette egy olasz sikerdal, a Rien que mon coeur című dal francia verzióját, amely elnyerte a Grand Prix du Disque-t.
1938-ban vették vele lemezre az örökre híressé vált J’attendrai („Várni foglak”) című dalt, amely eredetileg a Tornerai című olasz dal fordítása (zene: Dino Olivieri, szöveg: Nino Rastelli). A francia szöveget Louis Poterat írta. Rina Ketty J’attendrai verzióját a Pathé Records adta ki, és óriási siker lett. Aztán a második világháború emblematikus slágere lett. A dal szövege ragyogóan fejezi ki a sok francia nő vágyakozását, aki izgatottan várják fia és férje biztonságos visszatérését a háborúból. Rina Ketty olaszos akcentusa jól is emeli a dal francia szövegét.
Franciaország náci megszállása alatt olaszként a lehető legkevesebbet akart szerepelni a nyilvánosság előtt, inkább Svájcban lépett színpadra. Franciaország felszabadulása után Rina Ketty a párizsi Alhambra-Maurice Chevalier színházban adott koncertet, majd öt hónapos turnéja volt szerte Franciaországban.
Rina Ketty-t egyesek egzotikus, szentimentális régiségnek írták le, később viszont Dalida még a J’attendrai disco-változatának való felvételére is vállalkozott. Repertoárja most új dalokkal bővült, mint például a Sérénade argentine (1948), a La Samba tarentelle és a La Roulotte des gitans (1950).
1954-től Kanadában élt nagyjából 12 évig.
Második férje Jo Harman volt, akivel éttermet nyitottak Cannes-ban. Rina Ketty utolsó koncertje 1996 márciusában volt. 1996. december 23-án halt meg a Cannes-ban.
- Több mint 75 évvel a megalkotása után a „J’attendrai” dal ma is híres, többek között a Wolfgang Petersen által rendezett „A tengeralattjáró” − a mára legendássá vált − német filmben való megjelenítése miatt.

## Lemezek
- 1936: Si tu reviens
- 1936: La Madone aux fleurs
- 1936: Près de Naples la jolie
- 1937: Je n'ai qu'une maman
- 1937: Pourquoi loin de toi
- 1937: Le Clocher d'amour
- 1937: Rien que mon cœur
- 1937: Reviens Picina Bella
- 1937: Tarentelles en vendanges
- 1938: Pour un beau voyage
- 1938: Printemps d'amour
- 1938: L'Amour que j'avais
- 1938: J'attendrai
- 1938: Sombreros et Mantilles
- 1938: Hirondelle d'amour
- 1938: Tout s'efface
- 1938: S'aimer à Venise
- 1938: Pardonne-moi
- 1938: Dans les bras d'un matelot
- 1938: Berceuse du rêve bleu
- 1938: Le Clocher de mon village
- 1939: Nuits sans toi
- 1939: Sérénade sans espoir
- 1939: Fermons la porte
- 1939: Montevideo
- 1939: Rendez-moi mon cœur
- 1939: Pourvu qu'on chante
- 1939: Mon cœur soupire (Musique: Wolfgang Amadeus Mozart)
- 1939: Sérénade près de Mexico
- 1939: Sérénade sans espoir
- 1939: La Dernière Sérénade
- 1939: Chante encore dans la nuit
- 1940: Le vent a chassé les nuages
- 1940: Plaisir d'amour
- 1950: Je t'aimerai
- 1950: La Roulotte de gitans
- 1950: Mama te quiero
- 1955: Chante encore dans la nuit
- 1955: La Madone aux fleurs
- 1957: Padre Don José / Fiesta Créole
- 1976: J'attendrai / Sombreros et mantilles

## Díjak
- Becsületrend

## Fordítás
Ez a szócikk részben vagy egészben  a   Rina Ketty című angol Wikipédia-szócikk ezen változatának fordításán alapul.  Az eredeti cikk szerkesztőit annak laptörténete sorolja fel. Ez a jelzés csupán a megfogalmazás eredetét és a szerzői jogokat jelzi, nem szolgál a cikkben szereplő információk forrásmegjelöléseként.